# Die jungen Löwen
Die jungen Löwen ist ein US-amerikanischer Kriegsfilm aus dem Jahre 1958. Regie führte Edward Dmytryk. Der Film ist im Zweiten Weltkrieg angesiedelt. Er basiert auf einem Roman des Autors Irwin Shaw.
Die jungen Löwen war der einzige Kinofilm, in dem die beiden Stars Marlon Brando und Dean Martin gemeinsam zu sehen waren, ebenso wie der einzige gemeinsame Auftritt der beiden „Hollywood-Rebellen“ Brando und Clift.

## Handlung
In diesem Film gibt es zwei parallele Handlungsstränge, die sich nur am Ende kurz kreuzen. Der Film handelt vornehmlich von drei jungen Männern, die in den Krieg ziehen, und den Erfahrungen, die sie dort machen.
Die eine Hälfte des Films beschreibt den Alltag in einem alliierten Militärlager. Zwei junge Männer, Whiteacre und Ackerman, sind zusammen stationiert; sie haben sich bei der Musterung kennengelernt. Whitacre ist ein Broadway-Star, der sich vor seiner Verantwortung drücken möchte und dafür die Hilfe mächtiger Leute aus der Showbranche in Anspruch nimmt. Ackerman ist ein aus New York stammender Jude, der bei der Ausbildung schikaniert wird. Inmitten der militärischen Befehlsstruktur können er und Whiteacre keinerlei Maßnahmen gegen den Sadismus ihrer Vorgesetzten unternehmen.
Zeitgleich werden in Frankreich stationierte deutsche Einheiten nach Nordafrika verlegt, um gegen die Engländer zu kämpfen. Diestl, ein junger deutscher Soldat, stellt sich in den Dienst der Sache. Durch den Sieg und seinen Vorgesetzten Hardenberg scheint er nationalistisch verblendet, wird jedoch später auch zum gebrochenen Helden, da er im Laufe des Kriegsgeschehens die Brutalität und Sinnlosigkeit des Ganzen erkennt.
Neben den militärischen Aspekten zeigt der Film auch das Privatleben seiner Figuren. Diestl beginnt eine Affäre mit einer französischen Frau sowie mit der Ehefrau seines Vorgesetzten. Er scheitert dabei u. a. an seinem Status als „Eroberer“ Frankreichs. Ackerman dagegen begegnet antisemitischen Ressentiments bei dem Vater seiner Geliebten, der „noch keinen Juden kannte“ und der erst einmal Bedenken über die Verbindung äußert, schließlich aber doch einwilligt. So erfährt Ackerman am eigenen Leib, gegen welche Ideologie er im Krieg ankämpfen muss.

## Kritik
Die Filmkritik lobte vor allem die Absicht des Films, seine Helden nicht zu glorifizieren, sondern als normale Menschen zu präsentieren. Ferner zeigte der Film auch, wie unterschiedlich Patriotismus in beiden Kriegsparteien verstanden und umgesetzt wurde, ebenso kritisierte der Film aber auch die amerikanische Gesellschaft der 1940er Jahre.
prisma-online: Auch wegen der Dominanz von Marlon Brando als deutscher Offizier schuf Edward Dmytryk nach einem Roman von Irwin Shaw ein Meisterwerk. Dazu trug wesentlich einer der besten Schwarzweiß-Kameramänner der Welt, Joe MacDonald, bei, und auch die Musik von Hugo Friedhofer ist ein hervorragendes Element in dem Leinwand-Klassiker. Dmytryk zeigt sich hier überraschend Amerika-freundlich - er wurde 1948 in den USA von Senator McCarthy politisch verfolgt.
Martin und Brando lieferten nach Ansicht der Kritiker eine solide schauspielerische Leistung und trugen zum Erfolg des Filmes maßgeblich bei.

## Auszeichnungen
Der Film wurde 1959 in drei technischen Kategorien (Beste Filmmusik, Kamera – schwarzweiß, Ton) für den Oscar nominiert, konnte sich aber nicht gegen die Konkurrenz durchsetzen. Marlon Brando gewann 1958 den Laurel Award als bester Dramadarsteller, während Montgomery Clift ein Jahr darauf den französischen Étoile de Cristal als bester ausländischer Darsteller erhielt. Nominierungen erhielt der Film bei den Golden Globes („Best Film Promoting International Understanding“), den British Film Academy Awards (bester Film, Marlon Brando als bester ausländischer Darsteller) und Regisseur Edward Dmytryk für den Preis der Directors Guild of America (alle 1959).